# Баја Сприје (Марамуреш)
Баја Сприје (рум. Baia Sprie) насеље је у Румунији у округу Марамуреш у општини Баја Сприје. Oпштина се налази на надморској висини од 350 m.

## Становништво
Према подацима из 2002. године у насељу је живело 11335 становника.

### Попис2002.
| Расподела становништва по националности 2002.‍ | Расподела становништва по националности 2002.‍ | Расподела становништва по националности 2002.‍ | Расподела становништва по националности 2002.‍ | Расподела становништва по националности 2002.‍ |
| --------------------------------------------- | --------------------------------------------- | --------------------------------------------- | --------------------------------------------- | --------------------------------------------- |
|                                               |                                               |                                               |                                               |                                               |
| Румуни                                        | Румуни                                        |                                               | 7.914                                         | 69,8%                                         |
| Мађари                                        | Мађари                                        |                                               | 3.063                                         | 27,0%                                         |
| Роми                                          | Роми                                          |                                               | 270                                           | 2,4%                                          |
| Украјинци                                     | Украјинци                                     |                                               | 32                                            | 0,3%                                          |
| Немци                                         | Немци                                         |                                               | 47                                            | 0,4%                                          |
| Јевреји                                       | Јевреји                                       |                                               | 5                                             | 0,0%                                          |